# Karl Ludwig Nißler
Karl Ludwig Nißler (* 13. Februar 1908 in Elkershausen; † 10. August 1987 in Magdeburg) war ein deutscher Kinderarzt. Er wirkte von 1954 bis 1973 als Professor für Kinderheilkunde an der Medizinischen Akademie Magdeburg und war während dieser Zeit von 1958 bis 1962 Rektor der Hochschule.

## Leben
Karl Nißler wurde 1908 in Elkershausen geboren und erlangte 1927 in Höchst am Main das Abitur. Anschließend studierte er Medizin an der Universität Frankfurt. Nach dem Staatsexamen 1932 promovierte er im gleichen Jahr. Seine Pflichtassistenz absolvierte er am Strahleninstitut in Frankfurt/Main, anschließend wirkte er ab 1934 als Arzt in Berlin-Lichtenberg und für kurze Zeit als Schiffsarzt. Während der Zeit des Nationalsozialismus war er Mitglied der SA, zum 1. Juni 1937 trat er der NSDAP bei (Mitgliedsnummer 3.936.099). 1938 wurde er Oberarzt an der Kinderklinik der Universität Halle. Ein Jahr später übernahm er die Leitung der dortigen Schwesternschule, kurze Zeit später wurde er Chefarzt der Kinderklinik des St.-Barbara-Krankenhauses in Halle.
Nach dem Ende des Zweiten Weltkrieges war er ab 1946 als kommissarischer Direktor der Universitäts-Kinderklinik Halle tätig. Zwei Jahre später wurde er an der Universität Halle habilitiert und 1950 zum Professor ernannt. Im Jahr 1953 folgte die Berufung zum Direktor des Städtischen Kinderkrankenhauses in Magdeburg. Bei der Gründung der Medizinischen Akademie Magdeburg (MAM) im September 1954 gehörte er dem Senat der Hochschule an. Er wurde Ordinarius für Kinderheilkunde an der Akademie und wirkte von 1954 bis 1958 als deren Prorektor sowie anschließend bis 1962 als Rektor. Unter seiner Leitung kam es an der MAM zur Gründung mehrerer vorklinischer Institute und weiterer Kliniken, wodurch an der Magdeburger Hochschule im Gegensatz zu den Medizinischen Akademien in Dresden und Erfurt ab 1960 auch ein vorklinisches Studium möglich war und damit eine Vollausbildung von Ärzten erfolgte. Im Jahr 1973 wurde er emeritiert. Er starb 1987 in Magdeburg.
Karl Nißler war mehrfach Vorsitzender der Gesellschaft für Pädiatrie der DDR und erhielt 1959 den Ehrentitel „Verdienter Arzt des Volkes“. Der Förderverein „Karl Nißler“ an der Universitätskinderklinik Magdeburg trägt bis in die Gegenwart seinen Namen.